# Schaufling
Schaufling är en kommun och ort i Landkreis Deggendorf i Regierungsbezirk Niederbayern i förbundslandet Bayern i Tyskland.
Kommunen ingår i kommunalförbundet Lalling tillsammans med kommunerna Grattersdorf, Hunding och Lalling.